# Krystalizace statusu
Pojem krystalizace statusu (status – latinsky, znamená stav, postavení, krystalizace – obecně vytváření struktury) se v sociologii užívá k vyjádření procesu dosahování konzistentního sociálního statusu, tedy situace, kdy má člověk, vykonávající jisté povolání, ve společnosti určité postavení a tomu i odpovídající platové ohodnocení či podíl na moci. Krystalizaci statusu můžeme vyjádřit stupni, kdy jako nejvyšší stupeň krystalizace statusu můžeme uvést např. kasty. Kastovní systém ovšem také není ideální. Naopak nízký stupeň krystalizace statusu můžeme najít u povolání učitele či vědce, kteří mají sice vysoké vzdělání i prestiž, ale neoplývají vysokým příjmem ani podílem na moci. Nejlepší model míry krystalizace je tam, kde si jsou jedinci jistí výší svého sociálního statusu, ale zároveň je to příliš nedělí od zbytku společnosti.

## Historie
Koncept krystalizace statusu představil v roce 1954 americký sociolog Gerhard Lenski. Ten dělil sociální status na vykrystalizovaný, tedy konzistentní, kdy si postavení v různých dimenzích navzájem odpovídají a nevykrystalizovaný, tedy takový, kdy u jedince dochází k nerovnosti v strukturovatelných oblastech sociálního života, např. v oblasti příjmu, vzdělání, podílu na moci a prestiže povolání.

## Výzkum krystalizace statusu v České republice
Po únoru 1948 došlo ke změnám ve společnosti a ve vnímání sociálních statusů. Lepší postavení měli dělnické profese, naproti tomu upadly elity. Vzhledem ke svému kritickému postoji ke společnosti byla sociologie jako věda zakázána v roce 1950. V 60. letech ale vzrostla potřeba zjistit aktuální stav společnosti kvůli předpovědi jejího dalšího vývoje. Co do tematického rozsahu i statistického vzorku rozsáhlý výzkum provedl tým sociologů pod vedením Pavla Machonina. Pavel Machonin se tak stal autorem klíčové publikace Československá společnost z roku 1969. Od 90. let se tématu věnují dvě hlavní skupiny autorů. První reprezentuje Milan Tuček, který spolupracoval právě s Pavlem Machoninem. Druhou skupinu zastupuje Petr Matějů, který vedl vlastní výzkum. Spolupracoval například Martinem Kreidlem nebo Klárou Vlachovou. Obě autorské skupiny se vzájemně doplňují, výsledky jejich výzkumů nejsou protichůdné.

## Česká společnost v období transformace
Období transformace představují 90. léta. Po sametové revoluci v roce 1989. Společnost, která byla v předrevoluční době uměle zbavena své přirozené stratifikace, se měla vracet do stavu, který je jí přirozenější. Zpevňoval se vztah příjmu s ostatními proměnnými a rostla tak statusová konzistence, jejíž tendence pokračovala i v tomto tisíciletí. Mezi ekonomicky aktivními jedinci je třetina lidí s konzistentním kulturním a materiálním statusem. Převaha kulturního statusu nad materiálním se v roce 1993 objevovala u 62 % společnosti, v roce 1999 u 53 % a v roce 2006 u 56 % lidí. Křivku opisovala i převaha materiálního statusu nad kulturním, který byl v prvním zmíněném roce na 9 %, v druhém na 15 % a v posledním na 10 %. Statusová inkonzistence vedla v 90. letech k volbě levicových stran. Pravicové strany volili jedinci se specifickou inkonzistencí statusu – vyšší odborní zaměstnanci a podnikatelé se středoškolským vzděláním a vysokými příjmy.

## Subjektivní sebezařazení podle Petra Matějů
Podle sociologa Petra Matějů bude vzájemný vliv základních složek sociálního statusu (vzdělání, zaměstnání a příjem) s časem narůstat. K dosažení lepšího zaměstnání a tím pádem lepšího příjmu bude třeba vyššího vzdělání. V české společnosti tento jev vědci pozorovali už v devadesátých letech. Další důležitou složkou, kterou uvádí, je subjektivní sebezařazení. U lidí s nízkým vzděláním, ale vysokým příjmem nelze přesně odhadnout jejich vnímání svého statusu. Záleží čemu jedinec přikládá větší důležitost. Naproti tomu u lidí s vysokou úrovní třech zmíněných složek je pravděpodobné úzké spojení s vlastním sebezařazením. Na základě předpokládaného růstu vzájemného vlivu tzv. objektivních složek se předpokládá i zúžení vazeb mezi nimi a subjektivním zařazením.